# 孙蓓蓓
孙蓓蓓（1984年1月28日—），原籍中国山东，新加坡乒乓球运动员。她曾获得2010年世界乒乓球锦标赛女子团体金牌。她也参加了2006年多哈亚运和2010年广州亚运，各获得一枚银牌。 